# Assedio di Oudewater (1575)
L'assedio di Oudewater fu uno scontro combattuto nell'ambito della guerra degli ottant'anni dal 19 luglio al 7 agosto del 1575 presso la città di Oudewater, negli attuali Paesi Bassi. Lo scontro venne definito anche massacro di Oudewater (in olandese: Oudewaterse moord). Dopo l'assedio, infatti, la città venne saccheggiata e incendiata dalle truppe spagnole.

## Antefatto
Nel 1568 una guarnigione dell'esercito spagnolo si appostò a Oudewater. Il 19 giugno 1572 Adriaen van Swieten, un nobile di fiducia di Guglielmo d'Orange, entrò in città con un piccolo gruppo di uomini e convinse i locali ad aderire alla lotta contro Filippo II di Spagna.

## L'assedio e il massacro
L'assedio da parte delle truppe spagnole ebbe inizio sotto il comando dello stadtholder Gillis van Berlaymont il giorno 19 luglio 1575 e terminò il 7 agosto 1575. Molti degli abitanti, dopo l'ingresso degli spagnoli in città, vennero passati a fil di spada e molti cittadini appiccarono fuoco alla loro stessa casa per non cadere nelle mani dei nemici, portando ad ulteriori distruzioni. In totale più di metà della popolazione della città perì nello scontro.

## Commemorazione
Nel 1615 gli Stati Generali d'Olanda concessero una pensione di stato ai 300 civili ancora viventi e sopravvissuti al massacro, con l'ultimo dei pagamenti effettuato nel 1664. Dal 1608 venne stabilita una commemorazione annuale del massacro.